# Trud (filla de Tor)

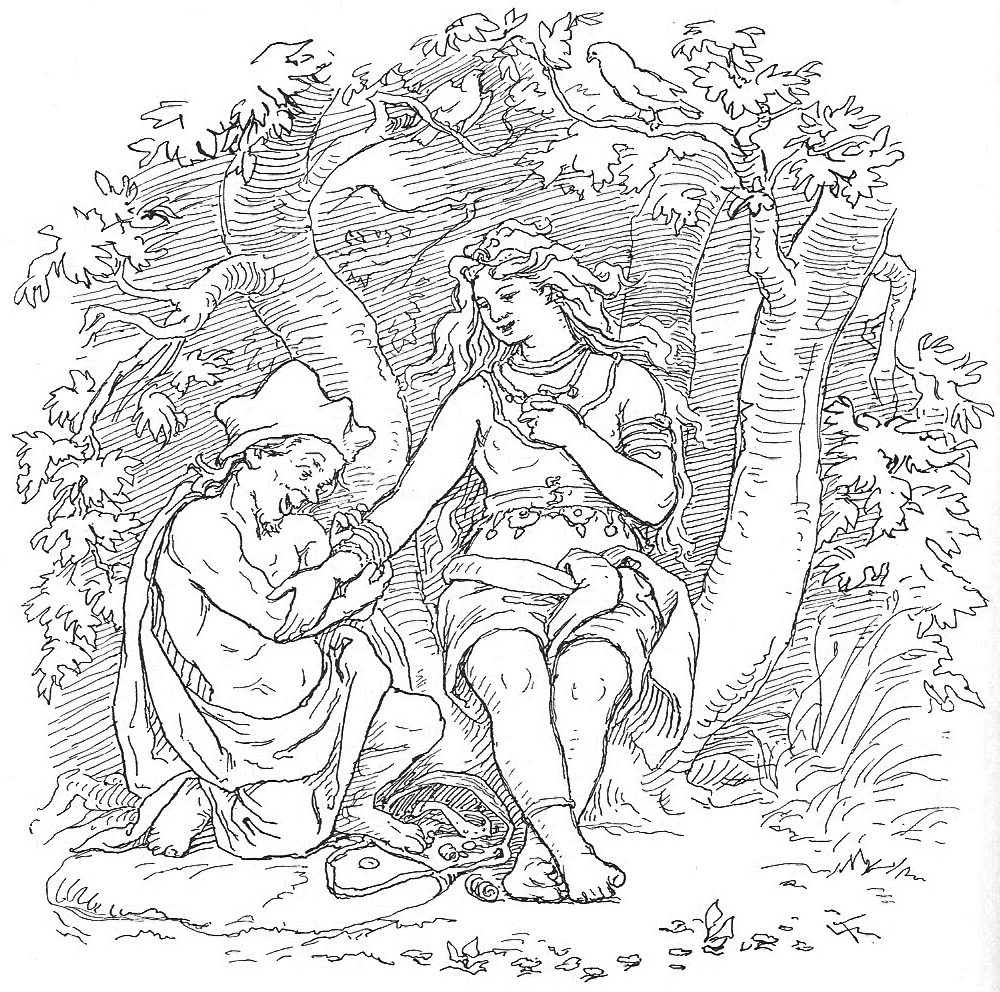
Alvís i Trud, per Lorenz Frølich.

Trud (en nòrdic antic, Þrúðr "força"), de vegades esmentada amb l'anglicisme Thrud, és la filla del gran ans, Tor, de la mitologia nòrdica. Trud és també el nom d'una de les valquíries que serveixen cervesa als einherjar al Valhal·la (Grímnismál, estrofa 36). Totes dues poden o no ser la mateixa figura.

## Documents
Trud es documenta en les següents fonts:

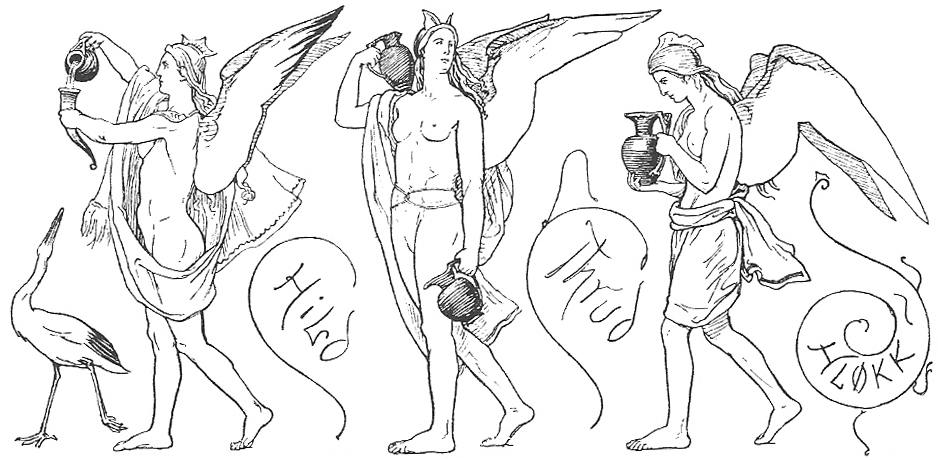
Les valquíries Hildr, Trud i Hlökk servint cervesa al Valhal·la (1895) per Lorenz Frølich.

### Edda poètica
Encara que el seu nom no es dona, a la Edda poètica al poema Alvísmál, en el qual la filla de Tor es promet amb un nan, Alvís, també pot ser reconeguda com a Trud.

### Edda prosaica
A la Edda prosaica, al llibre Skáldskaparmál (4) es diu que Tor es pot anomenar amb el kenning "pare de Trud" ("Fadir Þrúðar"). Eysteinn Valdason l'utilitza en el seu poema sobre Tor (2). El Skáldskaparmál (21) afegeix que la seva mare és Sif.
Al Ragnarsdrápa de Bragi Boddason, el ètun Hrungnir es diu "lladre de Trud" (Þrúðar þjófr). Però no hi ha cap referència directa a aquest mite en cap altra font. Al Skáldskaparmál (17), en el qual Snorri relata la lluita entre Tor i Hrungnir, esmenta una causa molt diferent, i al Haustlöng de Þjóðólfr de Hvinir, només es descriu la lluita sense donar la raó per a aquesta. Aquest poema representa dues escenes mitològiques pintades en un escut, el primer essent el segrest d'Íduna per part del gegant Þjazi. Margaret Clunies Ross suggereix que els dos episodis podrien ser complementaris, tant davant la sostracció d'una deessa per un gegant, el seu fracàs i la mort del segrestador. Un altre kenning pot al·ludir a aquest mite: Al Þórsdrápa d'Eilífr Goðrúnarson (18), Tor es diu "aquell que anhela ferotgement a Trud" (þrámóðnir Þrúðar).

### Pedra rúnica de Karlevi
Trud s'esmenta a la pedra rúnica de Karlevi del segle x a l'illa de Öland, Suècia, on es fa referència a un líder com l'"arbre de Trud".

## Kennings
El nom Trud podria ser utilitzat en kennings per líders com s'exemplifica a la pedra rúnica de Karlevi. El nom també s'utilitza en kennings per a les dones. Ormr Steinþórsson, per exemple, utilitza en el seu poema sobre una dona (4) el kenning "hrosta lúðrs gæi-Trud", que, d'acord amb Anthony Faulkes, es pot representar com la "guardiana de la caixa de malta (tub) o el recipient de cervesa".